# 立野清広
立野 清広（たての きよひろ、1957年6月5日 - ）は、宮城県出身の元プロ野球選手。ポジションは投手。

## 来歴・人物
東北高等学校から1975年ドラフト4位にてロッテオリオンズに入団。
人さし指を折った独特の握りから投げる垂直なカーブは威力十分だったが、一軍公式戦の出場がないまま1981年引退した。
引退後はロッテに残り、2003年まで同球団の打撃投手、2008年まで同球団の専任スコアラーを務めた。ロッテ在籍時代の落合博満は、打撃練習時にいつも立野を打撃投手として指名していた。

## 詳細情報

### 年度別投手成績
- 一軍公式戦出場無し

### 背番号
- 52 （1976年 - 1983年）
- 88 （1984年 - 1986年）
- 93 （1987年 - 1991年）
- 102 （1992年 - 2003年）